# Primer ministre de Bulgària
El Primer Ministre de la República de Bulgària és el cap de govern d'aquest país. Actualment i des del 4 de maig de 2017 és Boiko Boríssov.

## Caps de govern de Bulgària (des de 1879)

### Principat de Bulgària (1878-1908)

La Bandera del Principat de Bulgària (1878-1908)

#### Caps del Consell de Ministres
| Núm. | Nom                                          | Inici                  | Fi                     | Partit                        |
| ---- | -------------------------------------------- | ---------------------- | ---------------------- | ----------------------------- |
| 1.   | Todor Búrmov                                 | 17 de juliol de 1879   | 6 de desembre de 1879  | Partit Conservador            |
| 2.   | Arquebisbe Kliment Turnovski (Primer mandat) | 6 de desembre de 1879  | 7 d'abril de 1880      | Partit Conservador            |
| 3.   | Dragan Tsànkov (Primer mandat)               | 7 d'abril de 1880      | 10 de desembre de 1880 | Partit Liberal                |
| 4.   | Petko Karavèlov                              | 10 de desembre de 1880 | 9 de maig de 1881      | Partit Liberal                |
| 5.   | Johann Cassimir Ehrnrooth                    | 9 de maig de 1881      | 13 de juliol de 1881   | Cap, Militar                  |
| -    | Vacant                                       | 13 de juliol de 1881   | 5 de juliol de 1882    | -                             |
| 6.   | Leonid Sòbolev                               | 5 de juliol de 1882    | 19 de setembre de 1883 | Cap, Militar                  |
| (3)  | Dragan Tsànkov (Segon mandat)                | 19 de setembre de 1883 | 11 de juliol de 1884   | Partit Liberal                |
| (4)  | Petko Karavèlov (Segon mandat)               | 11 de juliol de 1884   | 21 d'agost de 1886     | Partit Liberal                |
| (2)  | Arquebisbe Kliment Turnovski (Segon mandat)  | 21 d'agost de 1886     | 24 d'agost de 1886     | Partit Conservador            |
| (4)  | Petko Karavèlov (Tercer mandat)              | 24 d'agost de 1886     | 28 d'agost de 1886     | Partit Liberal                |
| 7.   | Vasil Radoslavov (Primer mandat)             | 28 d'agost de 1886     | 10 de juliol de 1887   | Partit Liberal                |
| 8.   | Konstantin Stoilov (Primer mandat)           | 10 de juliol de 1887   | 1 de setembre de 1887  | Partit Conservador            |
| 9.   | Stèfan Stambolov                             | 1 de setembre de 1887  | 31 de maig de 1894     | Partit Liberal Popular        |
| (8)  | Konstantin Stoilov (Segon mandat)            | 31 de maig de 1894     | 30 de gener de 1899    | Partit Popular                |
| 10.  | Dimitar Grekov                               | 30 de gener de 1899    | 13 d'octubre de 1899   | Partit Liberal Popular        |
| 11.  | Tòdor Ivantxov (Segon mandat)                | 13 d'octubre de 1899   | 25 de gener de 1901    | Partit Liberal (Radoslavista) |
| 12.  | Ratxo Petrov (Primer mandat)                 | 25 de gener de 1901    | 5 de març de 1901      | Cap                           |
| (4)  | Petko Karavèlov (Quart mandat)               | 5 de març de 1901      | 4 de gener de 1902     | Partit Democràtic             |
| 13.  | Stoian Dànev (Primer mandat)                 | 4 de gener de 1902     | 19 de maig de 1903     | Partit Liberal Progressista   |
| (11) | Ratxo Petrov (Segon mandat)                  | 19 de maig de 1903     | 5 de novembre de 1906  | Cap                           |
| 14.  | Dimítar Petkov                               | 5 de novembre de 1906  | 11 de març de 1907     | Partit Liberal Popular        |
| 15.  | Dimítar Stantxov                             | 11 de març de 1907     | 16 de març de 1907     | Cap                           |
| 16.  | Pètar Gúdev                                  | 16 de març de 1907     | 29 de gener de 1908    | Partit Liberal Popular        |
| 17.  | Aleksàndar Malínov (Primer mandat)           | 29 de gener de 1908    | 5 d'octubre de 1908    | Partit Democràtic             |

### Regne de Bulgària (1908-1946)

La Bandera del Regne de Bulgària (1908-1946)

#### Caps del Consell de Ministres
| Núm. | Nom                                | Inici                  | Fi                     | Partit                        |
| ---- | ---------------------------------- | ---------------------- | ---------------------- | ----------------------------- |
| 17.  | Aleksàndar Malínov (Primer mandat) | 5 d'octubre de 1908    | 29 de març de 1911     | Partit Democràtic             |
| 18.  | Ivan Evstràtiev Geixov             | 29 de març de 1911     | 14 de juny de 1913     | Partit Popular                |
| (13) | Stoian Dànev (Segon mandat)        | 14 de juny de 1913     | 17 de juliol de 1913   | Partit Liberal Progressista   |
| (7)  | Vasil Radoslavov (Segon mandat)    | 17 de juliol de 1913   | 21 de juny de 1918     | Partit Liberal (Radoslavista) |
| (17) | Aleksàndar Malínov (Segon mandat)  | 21 de juny de 1918     | 28 de novembre de 1918 | Partit Democràtic             |
| 19.  | Teòdor Teòdorov                    | 28 de novembre de 1918 | 6 d'octubre de 1919    | Partit Popular                |
| 20.  | Aleksandar Stamboliski             | 6 d'octubre de 1919    | 9 de juny de 1923      | Unió Popular Agrària Búlgara  |
| 21.  | Aleksandar Tsankov                 | 9 de juny de 1923      | 4 de gener de 1926     | Entesa Democràtica            |
| 22.  | Andrei Liàptxev                    | 4 de gener de 1926     | 29 de juny de 1931     | Entesa Democràtica            |
| (17) | Aleksàndar Malínov (Tercer mandat) | 29 de juny de 1931     | 12 d'octubre de 1931   | Partit Democràtic             |
| 23.  | Nikola Muixànov                    | 12 d'octubre de 1931   | 19 de maig de 1934     | Partit Democràtic             |
| 24.  | Kimon Gueorguiev (Primer mandat)   | 19 de maig de 1934     | 22 de gener de 1935    | Zveno                         |
| 25.  | Pètar Zlàtev                       | 22 de gener de 1935    | 21 d'abril de 1935     | Cap, Militar                  |
| 26.  | Andrei Tòixev                      | 21 d'abril de 1935     | 23 de novembre de 1935 | Cap                           |
| 27.  | Gueorgui Kioseivànov               | 23 de novembre de 1935 | 16 de febrer de 1940   | Cap                           |
| 28.  | Bogdan Filov                       | 16 de febrer de 1940   | 9 de setembre de 1943  | Cap                           |
| -    | Pètur Gabrovski (Interí)           | 9 de setembre de 1943  | 14 de setembre de 1943 | Cap                           |
| 29.  | Dobri Bojílov                      | 14 de setembre de 1943 | 1 de juny de 1944      | Cap                           |
| 30.  | Ivan Ivànov Bagriànov              | 1 de juny de 1944      | 2 de setembre de 1944  | Cap                           |
| 31.  | Konstantín Muraviev                | 2 de setembre de 1944  | 9 de setembre de 1944  | Unió Popular Agrària Búlgara  |
| (24) | Kimon Gueorguíev (Segon mandat)    | 9 de setembre de 1944  | 23 de novembre de 1946 | Zveno                         |

### República Popular de Bulgària (1946-1990)

La Bandera de la República Popular (1946-1948)

La Bandera de la República Popular (1948-1967)

La Bandera de la República Popular (1967-1971)

La Bandera de la República Popular (1971-1990)

#### Caps del Consell de Ministres
| Núm. | Nom                | Inici                  | Fi                     | Partit                                             |
| ---- | ------------------ | ---------------------- | ---------------------- | -------------------------------------------------- |
| 32.  | Gueorgui Dimitrov  | 23 de novembre de 1946 | 2 de juliol de 1949    | Partit Comunista Búlgar                            |
| 33.  | Vassil Kolàrov     | 2 de juliol de 1949    | 23 de gener de 1950    | Partit Comunista Búlgar                            |
| 34.  | Vulko Txervenkov   | 23 de gener de 1950    | 17 d'abril de 1956     | Partit Comunista Búlgar                            |
| 35.  | Anton Iúgov        | 17 d'abril de 1956     | 19 de novembre de 1962 | Partit Comunista Búlgar                            |
| 36.  | Tòdor Jívkov       | 19 de novembre de 1962 | 7 de juliol de 1971    | Partit Comunista Búlgar                            |
| 37.  | Stanko Todorov     | 7 de juliol de 1971    | 16 de juny de 1981     | Partit Comunista Búlgar                            |
| 38.  | Grixa Filípov      | 16 de juny de 1981     | 21 de març de 1986     | Partit Comunista Búlgar                            |
| 39.  | Gueorgui Atanàssov | 21 de març de 1986     | 3 de febrer de 1990    | Partit Comunista Búlgar                            |
| 40.  | Andrei Lukànov     | 3 de febrer de 1990    | 7 de desembre de 1990  | Partit Comunista Búlgar / Partit Socialista Búlgar |

### República de Bulgària (des de 1990)

La Bandera de la República de Bulgària (des de 1990)

#### Caps del Consell de Ministres
| Núm. | Nom           | Inici                 | Fi                    | Partit |
| ---- | ------------- | --------------------- | --------------------- | ------ |
| 41.  | Dimítar Popov | 7 de desembre de 1990 | 8 de novembre de 1991 | Cap    |

#### Primers Ministres
| Núm. | Nom                          | Inici                  | Fi                     | Partit                                           |
| ---- | ---------------------------- | ---------------------- | ---------------------- | ------------------------------------------------ |
| 42.  | Filip Dimítrov               | 8 de novembre de 1991  | 30 de desembre de 1992 | Unió de Forces Democràtiques                     |
| 43.  | Liuben Berov                 | 30 de desembre de 1992 | 17 d'octubre de 1994   | Cap                                              |
| 44.  | Reneta Indjova (Interina)    | 17 d'octubre de 1994   | 25 de gener de 1995    | Cap                                              |
| 45.  | Jan Vasliev Vidènov          | 25 de gener de 1995    | 13 de febrer de 1997   | Partit Socialista Búlgar                         |
| 46.  | Stèfan Sofianski (Interí)    | 13 de febrer de 1997   | 21 de maig de 1997     | Unió de Forces Democràtiques                     |
| 47.  | Ivan Kostov                  | 21 de maig de 1997     | 24 de juliol de 2001   | Unió de Forces Democràtiques                     |
| 48.  | Simeon Sakskoburggotski      | 24 de juliol de 2001   | 17 d'agost de 2005     | Moviment Nacional Simeó II                       |
| 49.  | Serguei Staníxev             | 17 d'agost de 2005     | 27 de juliol de 2009   | Partit Socialista Búlgar                         |
| 50.  | Boiko Boríssov               | 27 de juliol de 2009   | 13 de març de 2013     | GERB                                             |
| 51.  | Marín Raikov (Interí)        | 13 de març de 2013     | 29 de maig de 2013     | Cap                                              |
| 52.  | Plamen Oreixarski            | 29 de maig de 2013     | 6 d'agost de 2014      | Cap                                              |
| 53.  | Gueorgui Bliznaixki (Interí) | 6 d'agost de 2014      | 7 de novembre de 2014  | Cap                                              |
| 54.  | Boiko Boríssov               | 7 de novembre de 2014  | 27 de gener de 2017    | GERB                                             |
| 55.  | Ognian Guerdjíkov (Interí)   | 27 de gener de 2017    | 4 de maig de 2017      | Moviment Nacional per l'Estabilitat i el Progrés |
| 56.  | Boiko Boríssov               | 4 de maig de 2017      | 12 de maig 2021        | GERB                                             |
| 57.  | Stefan Ianev (Interí)        | 12 de maig de 2021     | 13 de desembre de 2021 | Cap                                              |
| 58.  | Kiril Petkov                 | 13 de desembre de 2021 | 2 d'agost 2022         | PP                                               |
| 59.  | Galab Donev (Interí)         | 2 d'agost de 2022      | 6 de juny de 2023      | Cap                                              |
| 60.  | Nikolai Denkov               | 6 de juny de 2023      | actualitat             | PP                                               |